# TF1
Télévision française 1 (in italiano: Televisione francese 1), meglio noto con la sigla TF1, è un canale televisivo generalista francese. È il primo canale televisivo francese per ascolti. La proprietà è del gruppo francese Bouygues. Trasmette solo due notiziari al giorno, anch'essi i più seguiti in Francia. Il canale è ricevibile in Italia in digitale terrestre in alcune zone di confine via terra (provincia di Imperia) e via mare (Sardegna settentrionale, provincia di Livorno, Elba).

## Storia
Il primo canale televisivo francese nacque nel 1931 come RadioVision-PTT, e inizialmente trasmetteva immagini e suoni a livello sperimentale tramite un'antenna installata sulla torre Eiffel; le trasmissioni ufficiali iniziarono il 26 aprile 1935. Il 14 luglio 1937 la rete cambiò nome in Radiodiffusion nationale Télévision, e il 3 settembre 1939, con l'entrata della Francia in guerra, le autorità militari ordinarono la chiusura delle trasmissioni e presero il controllo del trasmettitore sulla torre Eiffel.
Nel 1940 la Francia venne invasa dai nazisti, che si appropriarono del trasmettitore sulla torre Eiffel; nel 1942 essi decisero di rimetterlo in sesto e di riutilizzarlo, quindi il 7 maggio 1943 iniziarono le trasmissioni di Fernsehsender Paris (Paris-Télévision), le quali vennero chiuse il 12 agosto 1944, una settimana prima della liberazione di Parigi.
L'anno successivo la Radiodiffusion nationale, l'azienda statale proprietaria dell'emittente Radiodiffusion nationale Télévision chiusa in occasione della guerra, creò il canale Télévision Française, che inizialmente trasmetteva ad intermittenza ed a circuito chiuso, dal momento che gli americani proibirono ai francesi l'utilizzo del trasmettitore sulla torre Eiffel. Le trasmissioni ufficiali dell'emittente iniziarono il 1º ottobre 1945; l'emittente trasmetteva dodici ore alla settimana e trasmise il primo meteo.
L'8 febbraio 1946 iniziarono ufficialmente le trasmissioni televisive, e il canale divenne R.T.F., il 29 giugno viene fatto il primo telegiornale.
Nel 1963 nasce la seconda televisione pubblica francese, quindi il primo canale diventa Première chaîne.
Nel 1975 l'ORTF viene sciolto da Jacques Chirac, e i canali pubblici francesi diventano autonomi tra loro e cambiano nome, il primo diventa TF1. Nel 1987 Jacques Chirac, allora primo ministro, ordina la privatizzazione di un canale per liberalizzare il mercato; non potendo privatizzare FR3 perché regionalizzata, sembra orientato a vendere Antenne 2, ma essendo il canale più visto, la scelta ricade su TF1, ed è questa ad essere venduta nel 1987. Dal 1991 è la rete televisiva più seguita in Francia, con uno share medio del 25%.
Dal 2007 TF1 trasmette in alta definizione con il nome TF1 HD. L'anno successivo lascia TF1 uno dei giornalisti più amati, Patrick Poivre D'Arvor, noto anche come PPDA per le sue iniziali. Dal 2010, con il mondiali di calcio, TF1 trasmette anche in 3D con il nome di TF1 3D.
Dal 29 novembre 2011 è visibile solo sulla TNT e sul satellite.
Da ottobre 2022, TF1, così come i canali DTT gratuiti del gruppo TF1, sono accessibili gratuitamente in chiaro, tramite il satellite Astra 1.Questa trasmissione segue una temporanea interruzione della trasmissione crittografata agli abbonati Canal+ e TNTSAT, a seguito di una controversia commerciale.Tuttavia, nonostante la ripresa delle trasmissioni criptate all'interno dei bouquet Canal+ e TNTSAT, questa trasmissione in chiaro continua. TF1 è quindi ricevuto gratuitamente in quasi tutta l'Europa continentale, e anche in Italia.

## Programmazione

### Informazione
- Le Journal de 13 heures
- Le Journal de 20 heures
- Sept à huit
- 50min inside
- Le 20h Le Mag

### Programmi per bambini
- Tfou

### Sport
- Téléfoot
- AutoMoto

### Intrattenimento
- 1 contre 100
- Le Juste Prix
- La roue de la fortune
- Qui veut gagner des millions?
- Money Drop
- Vis ma vie
- Zone rouge
- La maison du TF1
- Numéro 1
- The Voice
- The Wall: Face au mur
- Les 12 coups de midi

### Telefilm

#### Americani
- Fear Factor
- Law & Order Special Victims Unit
- 24
- Les Experts
- Lost
- Heroes
- Law & Order
- Criminal Minds
- Gossip Girl
- The Vampire Diaries
- Profilage
- Starsky & Hutch
- Ugly Betty
- Ghost Whisperer
- Grey's Anatomy

#### Tedeschi
- Squadra Speciale Cobra 11

#### Italiani
- Distretto di Polizia
- Don Matteo
- Elisa di Rivombrosa
- Doc - Nelle tue mani

#### Francesi
- Joséphine, ange gardien
- Léo Matteï - Brigade des mineurs
- Le commissaire Cordier
- Clem
- Suor Therese
- Sam
- Julie Lescaut
- Law & Order Criminal Intent: Parigi
- R.I.S. Police scientifique
- Il commissario Cordier (1992)
- Il commissario Maigret
- Il commissario Cordier
- Je te promets
- Falco
- Il giudice e il commissario
- Profilage
- Morgane - Detective geniale
- Balthazar
- Panda

### Soap opera
- Les feux de l'amour
- Seconde chance
- Verliebt in Berlin